# 전용일
전용일(全龍日, 1932년 ~ 2008년 7월 5일)은 대한민국의 군인이다.
1932년에 경상북도 영천에서 태어났으며, 한국 전쟁이 일어나고 1951년에 군입대를 하여 6사단 19연대 3대대 2중대 2소대에서 이등병으로 복무하였다.
한국 전쟁 기간 포로가 되었다가 2003년 탈북하여 대한민국으로 귀환하였다.

## 포로 및 억류 생활
1953년 7월에는 강원도 금화군 제암산고지 전투 중에 중공군의 포로가 되어 북한으로 끌려가 평남 강동 포로수용소, 성천 광산수용소 등을 거치며 교화 교육을 받았다.  교화 교육을 마친 후 1956년 6월에 수용소에서 석방된 그는 함경북도 무산군 광산 노동자구에서 1992년 7월까지 광산 노동자로 일했다.
당시 대한민국 국방부는 1953년 7월16일자로 그를 실종 처리한 후, 사흘 뒤인 19일에 전사 처리하여 일병으로 추서했다.

## 탈북 그리고 북송위기
2003년 5월에 아들과 함께 탈북하여 베이징으로 이동하였으나, 8월말 아들이 중국공안에 의해 체포되어 북송되었다.
같은 해 9월 중순에 베이징 주재 대한민국 대사관을 찾은 그는 국군포로 신분을 밝히고 귀국 의사를 밝혔다. 그러나 국방부가 전사자 명단이 아닌 국군포로 생존자 명단만을 확인하고 ‘전씨가 명단에 없다’는 내용을 대사관에 통보하는 바람에 일이 꼬였다.
대사관측의 미온적인 행동에 실망한 그는 같은 해 11월 13일에 항저우 공항에서 위조여권을 소지한 채 항공편을 이용하려다 중국 공안에 체포되었으며 북송을 위해 북한과의 접경지역인 투먼의 한 수용소로 이송됐다가 그가 국군 포로라는 신분이 알려지고 그의 북송을 막아야 한다는 국내외 여론이 일면서 제3의 장소로 옮겨져 조사를 받았다.
그가 국군포로임이 확인되자 대한민국 외교부는 중국에 요원을 급파하는 등 본격적인 송환노력에 들어갔다.
이 과정에서 정부는 뒤늦게나마 그의 호적등본 등을 중국 정부에 전달하고 외교채널을 통해 우리의 입장을 전하는 등 북한으로의 송환을 막기 위해 동분서주했다.

## 대한민국 귀환 그리고 퇴역
2003년 12월 24일에 대한민국에 입국하였으며, 2004년 1월 19일에 참전 당시 소속 부대였던 6사단에서 하사로 퇴역하고 귀향하였다.

## 국방부 및 외교당국의 안일한 행동
탈북 후 대한민국으로 입국하는 과정에서 그는 베이징 주재 대한민국 대사관을 찾은 그는 국군포로 신분을 밝히고 귀국 의사를 밝혔다. 그러나 국방부는 ‘전씨가 명단에 없다’는 내용을 대사관에 통보하는 바람에 일이 꼬여 북송될 위기해 처했다. 왜냐하면 국방부가 그에 대한 주중 한국대사관의 신원확인 요청을 받고 포로 명단만을 살펴보았지 실종자를 대부분 전사 처리하면서 대부분의 국군 포로들이 포함되어 있는 전사자 명단을 살펴보지는 않는 얼빠진 실수를 했기 때문이다.
이를 빗대어 여러 언론들은 “국가가 외면한 그를 국민 여론이 구했다”라고 평하였다.

## 같이 보기
- 6.25 전쟁의 대한민국 국군 포로

## 참고 자료
- 전용일씨 누구인가? 아들은 中공안에 체포돼 北送
- 국군포로 전용일씨 탈출에서 입국까지[깨진 링크(과거 내용 찾기)]
- 전용일씨 '반세기만의 퇴역식'
- 金成東의 인간탐험 - 半세기 만에 살아서 돌아온 국군포로 全龍日